# Jade Morgan
Pour les articles homonymes, voir Morgan.
Jade Morgan, née le 25 mars 1987, est une joueuse sud-africaine de badminton.

## Carrière
En 2010, elle remporte aux Championnats d'Afrique une médaille de bronze en double mixte avec Willem Viljoen.